# Space Station 76
Space Station 76 ist ein US-amerikanischer Science-Fiction-Film aus dem Jahr 2014, der Elemente des Schwarzen Humors enthält.
Es ist der erste Film unter der Regie von Jack Plotnick. Er entwickelte das Drehbuch mithilfe einiger improvisierter Szenen, die er mit von ihm favorisierten Schauspielern bei sich zu Hause entwickelte.

## Handlung
Space Station 76 ist auch eine schwarze Komödie, welche vordergründig idyllisch wirkende und scheinbar intakte Beziehungen in seiner Selbstauflösung zeigt. Die Handlung spielt auf Omega 76, einer retro-futuristischen Weltraumstation (eine Art Truck Stop) im Stile der 1970er Jahre.
Jessica kommt auf die Raumstation und tritt ihren Dienst als neue Co-Pilotin an. Zunächst erscheint alles normal und die Mannschaft ist offen und freundlich; doch schon bald erkennt sie, dass die Menschen an Bord mit Problemen wie Untreue, Einsamkeit, Depression und Drogenmissbrauch zu kämpfen haben.
Sie wird zunehmend ungehaltener mit dem unnahbaren Kapitän Glenn, welcher ein Geheimnis mit sich herumträgt – nämlich die gescheiterte Beziehung zu dem vorigen Co-Piloten Daniel. Sie selbst fühlt sich von dem Besatzungsmitglied Ted angezogen, einem einsam wirkenden Vater einer siebenjährigen Tochter (Sunshine). Ted sehnt sich wiederum nach einem Wiederbeleben der Beziehung zu seiner Frau Misty; diese zieht es aber vor sich mit einem kleinen Psychiatrieroboter (Doktor Bot) auszusprechen – dessen Haupttherapieansatz aus dem Verschreiben von Valium zu bestehen scheint – und hat zudem eine Affäre mit Steve. Seine Tochter Sunshine hat es schwer mit ihrer unglücklichen, psychisch kranken Mutter und auch ihrem Haustier, einer Rennmaus, welche nacheinander seine Jungen frisst.
Bei einer angesetzten Weihnachtsfeier spitzen sich die Ereignisse zu, als Misty vorschlägt, das „Wahrheitsspiel“ zu spielen. Doch kurz bevor die missgünstige Misty vor allen Anwesenden Jessicas Unfähigkeit Kinder zu bekommen aufdeckt, enthüllt Jessica Glenns Homosexualität. Gerade als es so aussieht, als würde alles in Auflösung und Streit abgleiten, kollidiert ein Asteroid mit der Station, zerstört das Shuttle und lässt sie alle festsitzen.
Während die Besatzung langsam in ihr Leben zurückkehrt (u. a. macht ein anderes Besatzungsmitglied Glenn unerwartet schöne Augen), zieht sich Sunshine in ihr Zimmer zurück, spielt ihr Lieblingsspiel, indem sie die Schwerkraft im Zimmer ausschaltet und anschließend gedankenverloren vor dem Fenster schwebt. Dabei betrachtet sie einen Meteoroidenschauer, dessen tricktechnische Umsetzung beim Herausgleiten der Kamera aufgedeckt wird.

## Produktion
Der Film war ein eigenes Projekt des Autorenfilmers Jack Plotnick, der die Erstellung des Films „ähnlich dem Besteigen deines persönlichen Mount Everest“ empfand. Mit dem Film wollte Plotnick die Geschichte seiner eigenen Erziehung erzählen, allerdings in einer „künstlerischen Art und Weise, indem wir es in die Zukunft verlegten, so wie wir uns in den 1970er Jahren die Zukunft vorstellten und wie sie sein würde“. Plotnick wählte als Hintergrund für den Film eine ferne Raumstation, weil er spürte, dass es eine gute Metapher für die Vororte sei, während die Ästhetik jener Retro-Zukunft die „perfekte Zukunft“ repräsentiert, „von der wir träumten, die aber nie eintrat.“
Liv Tyler kam zur Besetzung, nachdem sie ein längeres Videotelefoniegespräch (via Skype) mit Plotnick führte, welches nach ihrer Darstellung „zur Hälfte eine Skype-Sitzung mit einem Regisseur und zur anderen Hälfte eine Therapiesitzung für mich war“. Tyler war auch fasziniert von Plotnicks Arbeit als Schauspiellehrer und seinem persönlichen philosophischen Bezug zu dieser Tätigkeit.
Das Design der Raumstation zeigt eine verblüffende Ähnlichkeit zu den ikonischen Arbeiten des britischen Szenenbildners Keith Wilson (1941–2011), wie er sie in der Science-Fiction-Serie Mondbasis Alpha 1 einbrachte. Andere Design-Reverenzen wurden Filmklassikern wie Lautlos im Weltraum und Krieg der Sterne erwiesen.

### Musik
Der Soundtrack des Films enthält eine Vielzahl Lieder der 1960er und 1970er Jahre, darunter vier Songs von Todd Rundgren, dem Stiefvater von Liv Tyler.

### Veröffentlichung
Der Film wurde anlässlich des SXSW-Festival in Austin (Texas) am 8. März 2014 uraufgeführt und ab dem 19. September 2014 in einigen ausgesuchten Lichtspielhäusern gezeigt. Der erste Trailer wurde hierzu am 21. Juli 2014 veröffentlicht. Ab dem 30. September desselben Jahres konnte man den Film als Video-on-Demand sehen. In Deutschland wurde er am 2. Oktober 2014 ausschließlich auf DVD veröffentlicht.

## Rezension
Auf Rotten Tomatoes erhielt der Film eine Zustimmung-Rating von 68 % basierend auf 25 Reviews. Auf Metacritic erhielt der Film eine Bewertung von 49 % basierend auf 10 Reviews.
Joe Leydon von der Variety war der Ansicht, dass der Film mehr ein verwirrtes Kichern, denn Lachkrämpfe zum Ziel habe und dass Plotnick und seine Schauspieler geschickt das Jahrzehnt der Siebziger („Me Decade“) wachriefen.
Für Peter Osteried vom Online-Filmkritikmagazin Kinozeit enthält Space Station 1976 viel verschwendetes Potential. Trotz großer Namen blieben die dargestellten Figuren blass, die persönlichen Geschichten uninteressant und die Erzählstruktur blutleer.
Die Kritik auf kino.de empfindet es als „nette Idee“ in der heutigen modernen Zeit, in der sogar Sonden zum Mars geschickt werden, den „guten alten SF-Film der 70er Jahre“ fast perfekt zu recyceln. Die parodistische Note werde hierbei aber nicht übertrieben angewendet.